# Левый Уроп
Левый Уроп (Уроп) — река в Кемеровской области России, течёт по территории Беловского и Крапивинского районов. Устье реки находится в 30 км по левому берегу реки Уроп. Длина реки составляет 12 км. На 6-м км от устья по левому берегу в Левый Уроп впадает Уропчик.

## Данные водного реестра
По данным государственного водного реестра России относится к Верхнеобскому бассейновому округу, водохозяйственный участок реки — Иня, речной подбассейн реки — бассейны притоков (Верхней) Оби до впадения Томи. Речной бассейн реки — (Верхняя) Обь до впадения Иртыша.
Код водного объекта в государственном водном реестре — 13010200612115200005370.